# Andi Hadroj
Andi Hadroj (Pukë, 22 febbraio 1999) è un calciatore albanese, difensore del Polіssja Žytomyr e della nazionale albanese.

## Carriera

### Club
Il 21 gennaio 2022 viene acquistato a titolo definitivo dalla squadra albanese del Partizani Tirana.

### Nazionale
Il 26 ottobre 2022 ha debuttato con la nazionale albanese giocando da titolare nella partita amichevole terminata 1 a 1 contro l'Arabia Saudita.

## Statistiche

### Presenze e reti nei club
Statistiche aggiornate al 10 agosto 2025.
| Stagione                | Squadra                 | Campionato              | Campionato | Campionato | Coppe nazionali | Coppe nazionali | Coppe nazionali | Coppe continentali | Coppe continentali | Coppe continentali | Altre coppe | Altre coppe | Altre coppe | Totale | Totale |
| Stagione                | Squadra                 | Comp                    | Pres       | Reti       | Comp            | Pres            | Reti            | Comp               | Pres               | Reti               | Comp        | Pres        | Reti        | Pres   | Reti   |
| ----------------------- | ----------------------- | ----------------------- | ---------- | ---------- | --------------- | --------------- | --------------- | ------------------ | ------------------ | ------------------ | ----------- | ----------- | ----------- | ------ | ------ |
| 2018-gen. 2019          | Laçi                    | KS                      | 6          | 0          | CA              | 2               | 2               | UEL                | 2                  | 0                  | SA          | 1           | 0           | 11     | 2      |
| gen.-giu. 2019          | Bylis Ballsh            | KP                      | 7          | 1          | CA              | 0               | 0               | -                  | -                  | -                  | -           | -           | -           | 7      | 1      |
| 2019-2020               | Bylis Ballsh            | KS                      | 23         | 0          | CA              | 6               | 0               | -                  | -                  | -                  | -           | -           | -           | 29     | 0      |
| 2020-2021               | Bylis Ballsh            | KS                      | 34         | 2          | CA              | 2               | 0               | -                  | -                  | -                  | -           | -           | -           | 36     | 2      |
| 2021-gen. 2022          | Bylis Ballsh            | KP                      | 14         | 1          | CA              | 2               | 1               | -                  | -                  | -                  | -           | -           | -           | 16     | 2      |
| Totale Bylis Ballsh     | Totale Bylis Ballsh     | Totale Bylis Ballsh     | 78         | 4          |                 | 10              | 1               |                    | -                  | -                  |             | -           | -           | 88     | 5      |
| gen.-giu. 2022          | Partizani Tirana        | KS                      | 17         | 0          | CA              | 4               | 0               | UECL               | -                  | -                  | -           | -           | -           | 21     | 0      |
| 2022-2023               | Partizani Tirana        | KS                      | 34         | 0          | CA              | 4               | 0               | UECL               | 2                  | 0                  | -           | -           | -           | 40     | 0      |
| 2023-2024               | Partizani Tirana        | KS                      | 22+2       | 0          | CA              | 3               | 1               | UCL+UECL           | 2+5                | 0                  | SA          | 1           | 0           | 35     | 1      |
| 2024-gen. 2025          | Partizani Tirana        | KS                      | 12         | 0          | CA              | 0               | 0               | UECL               | 3                  | 0                  | -           | -           | -           | 15     | 0      |
| Totale Partizani Tirana | Totale Partizani Tirana | Totale Partizani Tirana | 85+2       | 0          |                 | 11              | 1               |                    | 12                 | 0                  |             | 1           | 0           | 111    | 1      |
| gen.-giu. 2025          | Polіssja Žytomyr        | PL                      | 2          | 0          | CU              | 0               | 0               | -                  | -                  | -                  | -           | -           | -           | 2      | 0      |
| 2025-2026               | Polіssja Žytomyr        | PL                      | 1          | 0          | CU              | 0               | 0               | UECL               | 2                  | 0                  | -           | -           | -           | 3      | 0      |
| Totale Polіssja Žytomyr | Totale Polіssja Žytomyr | Totale Polіssja Žytomyr | 3          | 0          |                 | 0               | 0               |                    | 2                  | 0                  |             | -           | -           | 5      | 0      |
| Totale carriera         | Totale carriera         | Totale carriera         | 172+2      | 4+0        |                 | 23              | 4               |                    | 16                 | 0                  |             | 2           | 0           | 215    | 8      |

### Cronologia presenze e reti in nazionale
| Cronologia completa delle presenze e delle reti in nazionale ― Albania | Cronologia completa delle presenze e delle reti in nazionale ― Albania | Cronologia completa delle presenze e delle reti in nazionale ― Albania | Cronologia completa delle presenze e delle reti in nazionale ― Albania | Cronologia completa delle presenze e delle reti in nazionale ― Albania | Cronologia completa delle presenze e delle reti in nazionale ― Albania | Cronologia completa delle presenze e delle reti in nazionale ― Albania | Cronologia completa delle presenze e delle reti in nazionale ― Albania |
| Data                                                                   | Città                                                                  | In casa                                                                | Risultato                                                              | Ospiti                                                                 | Competizione                                                           | Reti                                                                   | Note                                                                   |
| ---------------------------------------------------------------------- | ---------------------------------------------------------------------- | ---------------------------------------------------------------------- | ---------------------------------------------------------------------- | ---------------------------------------------------------------------- | ---------------------------------------------------------------------- | ---------------------------------------------------------------------- | ---------------------------------------------------------------------- |
| 26-10-2022                                                             | Abu Dhabi                                                              | Arabia Saudita                                                         | 1 – 1                                                                  | Albania                                                                | Amichevole                                                             | -                                                                      | 46’                                                                    |
| 9-11-2022                                                              | Marbella                                                               | Qatar                                                                  | 1 – 0                                                                  | Albania                                                                | Amichevole                                                             | -                                                                      |                                                                        |
| 19-11-2022                                                             | Tirana                                                                 | Albania                                                                | 2 – 0                                                                  | Armenia                                                                | Amichevole                                                             | -                                                                      | 65’                                                                    |
| Totale                                                                 |                                                                        | Presenze                                                               | 3                                                                      |                                                                        | Reti                                                                   | 0                                                                      |                                                                        |

## Palmarès

### Club

#### Competizioni nazionali
- Campionato albanese: 1

Partizani Tirana: 2022-2023
- Supercoppa d'Albania: 1

Partizani Tirana: 2023